# Szreń
Szreń – rodzaj pokrywy śnieżnej przekrystalizowanej pod wpływem częściowego rozmrożenia i ponownego zamarznięcia, o łamliwej zlodowaciałej powierzchni. Często mylona z lodoszrenią, której powierzchnia z kolei jest tak mocna, iż utrzymuje ciężar człowieka. W języku potocznym spotyka się też często pleonazm "szreń łamliwa".